# Bosanski ostrodlaki gonic-barak
Bosanski ostrodlaki gonic-barak (bosnisk strävhårig stövare) är en hundras från Bosnien och Hercegovina. Den är en drivande hund av braquetyp som används till jakt på vildsvin och hare. Rasen erkändes av Fédération Cynologique Internationale (FCI) 1965.